# A Fény emlékezete
A Fény emlékezete a 2013-ban megjelent tizennegyedik, utolsó kötete Az Idő Kereke sorozatnak. Robert Jordan és Brandon Sanderson közösen jegyzik, ugyanis Jordan a könyv írása közben meghalt, terjedelmes hátrahagyott jegyzetei alapján Sanderson fejezte azt be. 49 fejezetből áll, rendelkezik egy prológussal és egy epilógussal. Egyik fejezete, "Az utolsó csata", egymagában közel 200 oldalas, a legutolsó fejezetet pedig maga Jordan írta teljes egészében.
Jordan eredeti szándéka szerint a sorozat egyetlen nagy, "A Fény emlékezete" című könyvvel ért volna véget. Ezt a címet már 2005-ben megemlítette a rajongóknak, amikor az "Álmok tőre" című kötetet népszerűsítette. Azonban a hatalmas terjedelmű hátrahagyott kéziratra és minden szál elvarrására tekintettel özvegye, Harriet Rigney, kiadója, a Tor Books, és Brandon Sanderson úgy döntöttek, szétszedik az anyagot három könyvre. Az eredetileg megálmodott címen így ez a kötet jelenhetett meg, az eredetileg 2012-re tervezett megjelenéshez képest egy évvel később. Jordan özvegye, Harriet McDougal kérésére az e-book változat később jelent meg, mint a könyv, ezzel is elismerve a könyvkiadók segítségét, amit az elmúlt közel 25 évben nyújtottak.
A kötet eredeti borítóját Darrell Sweet készítette volna, csakúgy, mint az azt megelőző összes, első kiadású könyvét, azonban ő 2011-ben meghalt. csak egy vázlatot hagyott maga után, amelyen Elayne, Aviendha és Min állnak egy halotti máglya előtt, amely mögött a jin és a jang szimbóluma (itt: Sárkányagyar illetve Tar Valon lángja) látható. Ezért Michael Whelan készítette el a végleges borítót, melyen Rand al'Thor látható, kezében a Callandorral, Shayol Ghulban. A teljes méretű képen Moirane és Nynaeve is láthatóak a háttérben.
Jordan saját bevallása szerint már a kezdetekkor tudta, hogy miről fog szólni a legutolsó fejezet. Eredetileg az "idő" szóval ért volna véget, a végső változat azonban a minden kötet első fejezetében szereplő leírásra rímelve a "Mégis, a szél egyfajta véget jelentett" mondatot tartalmazza.

## Cselekmény
|  | Alább a cselekmény részletei következnek! |

A prológus során Nyugat valamennyi serege gyülekezni kezd az Utolsó Csata, a Tamon Gai'don előtt. Ugyanígy cselekednek a Sötét Úr szolgái is. Demandred, a Kitaszított megostromolja Caemlyn városát, hogy megszerezze a szintén sárkány néven ismert új csodafegyvert (egyfajta ágyút). Az ellentámadás sikeresen biztonságba helyezi a fegyvereket, de a város elveszett. Ezután a Fény szerte a világon csatába hívja az embereket, míg a Sötét Úr szolgálatába fogadja Mazrim Taimot, mint legújabb Kitaszított. Új neve M'Hael lesz. Egy másik új Kitaszított is jelen van ekkor: Graendal, akit megkínoztak és elcsúfítottak, immár a Hessalam névre hallgat.
Rand, az Újjászületett Sárkány, Merrilor mezejére gyűjti össze Nyugat valamennyi seregét, ahol megkísérli meggyőzni őket, hogy harcoljanak az Utolsó Csatában. Ez nem megy könnyen, mert szinte mindenki a terve ellen van. Békeajánlatot tesz: rögzítsék valamennyi birodalom határait és tiltsák be a háborút, ő pedig feltöri a Sötét Urat börtönben tartó valamennyi pecsétet. Ezek a felvetései hatalmas vitát generálnak, mígnem meg nem érkezik Moirane Damodred. Ő minden egyes népet, aki jelen van, meggyőz a hadba vonulásról, ahogy felfedi előttük a prófécia egy-egy megvalósult darabját. Még Egwene-t is meggyőzni, sőt még arra is ráveszi, hogy a pecséteket ő maga törje fel. Aviendha, aki szörnyű álmokat látott egy lehetséges jövőről, amelyben egy új birodalom emelkedik fel, népe pedig félállati sorba süllyed vissza, követeli, hogy az aielek is legyenek részesei az egyezségnek, mint a nép, amely eldönti a jogvitákat. A Fény seregeinek főparancsnokául Elayne Trakandot választják meg.
Mat visszatér feleségéhez, Tuonhoz Ebou Darba, ám az utcákat bérgyilkosok járják. A Fekete Toronyban Mazrim Taim és Logain között viszály tör ki, Taim pedig, több gonosz aes sedai és asha'man segítségével és gonosz mágiával, az asha'manok jelentős részét átállítja a Sötét Úr szolgálatára. A megmaradt hűségesek mentőakciót terveznek.
A háború három fronton indul meg. Andori és cairhieni csapatok Caemlyn visszafoglalására indulnak. A Határvidéket trallokok rohanják le, itt aes sedai-ok és Lan Mandragoran tartják a frontot. Rand pedig, főként aielekből álló seregével egyenesen Shayol Ghulba indul, hogy magával a Sötét Úrral nézzen szembe. A küzdelem minden fronton kiélezett, de Elayne részéről a legnehezebb: vissza kell foglalnia Caemlynt, majd ezután rögtön a Határvidék felé kell indulnia. Sajnos a seregeket vezető tábornokok is hibákat követnek el, amely hátráltatja őket. Hessalam is rájuk támad, melynek következtében további csapások érik őket. Rand viszont győzelmet arat, amikor útja során Ebou Darba megy Tuorhoz. A nő Sasszárny Artur egyenes ági leszármazottja, aki egykor uralta az egész vidéket a Harmadik Korban, Rand előző inkarnációja, Lews Therin pedig ugyanezt tette a Második Korban, így átmenetileg békét kötnek. Ennek köszönhetően a seanchanok is hadba vonulnak.
Rand alászáll a Végzet Vermébe, míg csapatait arra kéri, maradjanak és vigyázzanak rá, míg nem végez. Magával viszi Moirane-t, Nynaeve-t, és a Callandort. Az idő egyre lassabban telik, ahogy befelé haladnak, majd a mélyén rátalálnak Moridinre. Párbajozni kezdenek, amely egy pillanatra megszakad, amikor Rand túl közel lép a Mintában található lyukhoz és a Sötét Úr szól hozzá. Közben Perrin egy váratlan szövetséges, Lanfear segítségével védelmezi Randet Mészárostól. Mészáros sajnos győz, Perrin pedig súlyosan megsérül. Ha ez nem lenne elég, Rand és Egwene nagy terve kudarcot vallani látszik: nem fogják tudni feltörni a Sötét Urat börtönben tartó pecséteket, ugyanis egy részüket M'Hael még korábban kicserélte utánzatokra.
Caemlyn városa lángokban áll, hogy így késztessék menekülésre a trallokokat, de ez balul sül el, és most már kétfelől is szorongatják az ostromlókat. Csak Logain és a hűséges asha'manok érkezése menti meg őket. A határvidéken is komoly gondok kezdenek el kialakulni: Shara királysága, amely mindezidáig csak említés szintjén merült fel a regények során, váratlanul ellenségesen lép fel, és több aes sedai-t is megöl. Vezetőjük nem más, mint Demandred, az utolsó Kitaszított, aki még nem fedte fel magát. Mat és a seanchanok még időben érkeznek, ám Egwene továbbküldi Matet, ugyanis a rókafej medáljának köszönhetően rá nem hat a kényszerítés mágiája.
Mat Merrilor mezejére megy, hogy részt vegyen a Tamon Gai'donban, az Utolsó Csatában. Csapatai igyekeznek felkészülni, amennyire csak tudnak, de már belefáradtak a hetekig tartó kimerítő küzdelembe. Vele szemben a sötétség seregeit Demandred vezeti, aki a Legendák Korának egyik legerősebb tábornoka volt, s mellette árnybarátok és trallokok hordái állnak. A csata kezdetben hol az egyik, hol a másik oldalnak kedvez. Később kiderül, hogy a Fény seregei közt egy kém van, aki elárulta a haditervüket, így improvizálniuk kell. Demandred hetvenkét fókuszáló és egy erősítő sa'angreal birtokában érkezik, s folyamatosan pusztítja a Fény seregeit. Mat, hogy hibába hajszolja őt, elhatározza, hogy megrendezi, ahogy ő és Tuon összevesznek, és a seanchan seregek elhagyják a tábort. Eközben Perrin is felépül annyira, hogy visszatérhessen az Álmok Világába, és tovább üldözze a Mészárost. Ezalatt Shayol Ghulban Aviendha és a többi aiel Hessalam támadásával kénytelen szembenézni. 
Ráadásul ha ez nem lenne elég, a kritikus pillanatban híre megy, hogy Faile, Olver, és velük együtt Valere Kürtje elveszett valahol a Fertőben. Demandred és M'Hael tovább pusztítanak, előbbi pedig követeli, hogy Rand álljon ki vele szemtől szembe. Gawyn rátámad, de nincs esélye, így meghal. Galad Damodred ugyanígy tesz, s ő súlyosan megsérül. Mat csapataira is rátörnek, a csapásban pedig Siuan Sanche életét veszti. Elayne halottnak tetteti magát, menekülése közben pedig Birgitte is meghal a védelmében. Faile feláldozza magát, Olver pedig, aki megtalálta és magával hozta Valere Kürtjét, elindul Mat keresésére. Androl és Pevara sikeresen megszerzik M'Haeltől a valódi pecséteket, akivel pedig Egwene száll szembe. M'Hael öröktüzet használ, amivel megöl jó pár aes sedai-t, s így a saját emberei közül feltámaszt még többet, de Egwene egy új erőt, Tar Valon Lángját veti be ellene, mellyel helyre tudja állítani a Mintában keletkezett űrt. Egwene annyi mágiát használ, hogy abba végül belehal, de végez M'Haellel és csapataival. Lan pedig, akihez odakerül Mat rókafej medáljának egyik másolata, végre szembeszállhat Demandreddel, akit le is győz. Ekkor Olver megfújja Valere Kürtjét, minek hatására a rég halott hősök seregei (beleértve Birgitte-et is) visszatérnek, és a megrendezett távozás után visszatérő seanchanokkal együtt megtisztítják a csatateret.
A csata alatt a Mintából kikerülő Randnek Shai'tan, a Sötét Úr egy olyan világot mutat, ahol ő győzött, barátait pedig megkínozták vagy áttérítették, hogy megtörje őt. Rand ezzel szemben egy világot mutat, ahol nincs jelen a Sötét Úr, és virágzik. Shai'tan erre olyat mutat, amelyben az emberek nagyszerűen élnek, de nincs a szívükben könyörület. Ezután Rand mutat Shai'tannak egy világot, ahol a Sötét Úr sosem létezett. Ez a világ utopisztikusnak tűnik ugyan, mégsem jó, és ezt Rand akkor látja, amikor meglátja Elayne itteni valóját. Ekkor döbben rá, amint arra Shai'tan is rávilágít, hogy a Sötét Úr nem maga a gonoszság forrása, hanem csak a megtestesítője. Nélküle eltűnik a választás lehetősége és a szabadság a világból, és minden borzalmas lenne. Eközben Mat Shayol Ghul felé tart a kürttel, akárcsak Perrin a Mészáros nyomában. A Végzet Verménél találkoznak, ahol Perrin végre megöli a Mészárost. Ezután Lanfear arra készül, hogy a segítségével megölje Rand-et, de ő kiszabadul a Lanfear által korábban rábocsájtott kényszer mágiája alól és kitöri a nő nyakát. Mat ekkor Padan Fainnal csap össze, akivel szintén végez. Olver megfújja a kürtöt, és ezzel a sötétség seregeinek maradékát is legyőzik. Aviendha és az aielek is beviszik a végső csapást: egy varázslat során elkövetett hibával véletlenül megfordítja a Kitaszított támadását és a Hessalam kényszer varázslata őt magát találja el, s így Aviendha odaadó szolgájává válik.
Rand visszatér a Mintába és folytatja küzdelmét Moridinnel. A csata során Moridin megszerzi az irányítást a Callandor felett, és rájön, hogy az Igaz Hatalmat is fel tudja erősíteni vele. De Rand tudja azt, hogy a varázstárgynak van egy hibája: a nők irányítani tudják azt a férfit, aki használja. Moirane és Nynaeve egyesített erejükkel átveszik az uralmat Moridin felett és így Rand egyesíteni tudja magában a saidin, a saidar, és az Igaz Hatalom erejét. Mikor a három hatalom erejével megragadja a Sötét Urat, felragyog körülötte a fény. Logain ezt látva, Egwene korábbi utasításának megfelelően feltöri a pecséteket. Megnyílik a Sötét Úr börtöne, és lehetővé válik őt a Mintába húzva egyszer és mindenkorra végezni vele. Ám Rand az utolsó pillanatban visszagondol arra, hogy milyen lenne a Sötét Úr nélküli világ, ezért Shai'tant inkább a Mintán kívülre száműzi, és az erőt arra használja, hogy a Legendák Korában a Mintán ütött vájatot befoltozza, ezúttal rendesen, helyrehozva az évezredekkel korábbi hibát.

Most, hogy megszűnt a Sötét Úr befolyása, a Fertő megszűnik létezni. Mat és Tuon újra találkoznak, a nő pedig megmondja neki, hogy gyermeket vár. A bűntudatos Perrin elkezdi keresni feleségét, akit végül megtalál – trallok hullák alatt, de életben. Cadsuanét választják meg az új Amyrlin Trónnak (bár ő ezt nem szerette volna), Moghedient, az egyik túlélő Kitaszítottat pedig a seanchanok hurcolják el rabszolgának. Hessalam Aviendha irányítása alatt maradt, mint rabszolgája. Randet és Moridint kihúzzák a romok alól, de Rand hamarosan belehal súlyos sérüléseibe. Búcsúztatására hatalmas máglyát gyújtanak. De csak Elayne, Min, és Aviendha tudják (és Cadsuane gyanítja) az igazságot: Rand és Moridin az utolsó pillanatban testet cseréltek, így hát Moridin az, aki meghalt Rand testében. Rand, aki már nem képes többé a fókuszálásra (viszont jól láthatóan befolyásolni képes a Mintázatot), most, hogy megszabadult minden terhe és kötelezettsége alól, szabadon lovagol el a Negyedik Kor kezdetén.
|  | Itt a vége a cselekmény részletezésének! |

## Magyarul
- A Fény emlékezete; ford. Varga Csaba Béla; Delta Vision Kiadó, Budapest, 2014 (Az idő kereke sorozat)